# Beauftragte der Bundesregierung für Tierschutz
Die Beauftragte der Bundesregierung für Tierschutz (auch als Tierschutzbeauftragte der Bundesregierung bezeichnet) ist ein im Bundesministerium für Ernährung und Landwirtschaft angesiedelter Bundesbeauftragter. Erste und derzeitige Beauftragte ist seit dem 12. Juni 2023 Ariane Kari. Anfang August 2025 wurde bekannt, dass sie die Position nicht weiter fortführen soll. Wenige Tage später wurde bekannt, dass Silvia Breher die Position übernehmen soll.
Das Amt wurde am selben Tag durch Beschluss der Bundesregierung geschaffen. Die Beauftragte ist mit Themen der Tierschutz-Politik befasst und soll unter anderem den für Tierschutz zuständigen Bundesminister zu tierschutzrelevanten Fragestellungen in Form von Empfehlungen und Stellungnahmen beraten und bei der Weiterentwicklung des Tierschutzes auf nationaler, europäischer und internationaler Ebene mitwirken.

## Aufgaben
Das Amt ist konzipiert als unabhängige Stimme für Tiere und ihre Interessen in der Bundesregierung. Formell angegliedert ist das Amt am Bundesministerium für Landwirtschaft, Ernährung und Heimat (BMLEH) und hat dort seinen Sitz. Die Beauftragte wird an Gesetzesinitiativen zur Stärkung des Tierschutzes auf Bundes- und EU-Ebene beteiligt und kann eigene Öffentlichkeitsarbeit zu Missständen und Initiativen im Tierschutz betreiben. Die Beauftragte ist zuständig für das Wohl und die Belange sämtlicher Tiere in Deutschland:
- Wildtiere,
- Tiere in der Ernährung und Landwirtschaft, sogenannte „Nutztiere“,
- Tiere in der Forschung und in Tierversuchen,
- Heimtiere,
- Tiere in der Unterhaltung und im Sport.

## Ernennung
Verschiedene zivilgesellschaftliche Organisationen machten sich für das Amt stark. Gegen die Schaffung des Amtes sprachen sich Bauernverbände und CDU/CSU aus. Trotz des Umfangs der Zuständigkeiten verfügte das Amt bei seiner Schaffung über ein deutlich geringeres Budget, weniger Befugnisse und weniger Mitarbeiter als andere Beauftragte der Bundesregierung. Die Schaffung des Amtes war auf Initiative von Bündnis 90/Die Grünen in den Koalitionsvertrag der 20. Wahlperiode des Bundestages aufgenommen worden.

## Belege
1. ↑  Bundesregierung wirft Tierschutzbeauftragte Ariane Kari raus – Tierschutzbund spricht von „Beben“ - WELT. Abgerufen am 8. August 2025.
2. ↑  CDU-Politikerin Breher soll neue Tierschutzbeauftragte werden. Abgerufen am 8. August 2025.
3. ↑  Tierschutzbeauftragter Jetzt! In: Animal Society. 11. August 2022, abgerufen am 31. Juli 2023.
4. ↑  Agrarlobby und CDU/CSU gegen staatlichen Tierschutz. 29. Juni 2023, abgerufen am 31. Juli 2023 (deutsch).
5. ↑  Koalitionsvertrag 2021, S. 44. Abgerufen am 31. Juli 2023.